# Ocicat
O Ocicat é uma raça de gato criada nos Estados Unidos.
O Ocicat é uma raça de gato totalmente doméstica que se assemelha a um gato selvagem, mas não tem ADN selvagem em seu grupo genético. A raça é incomum em que é manchado como um gato selvagem, mas tem o temperamento de um animal doméstico. É nomeado pela sua semelhança com o Ocelot. A raça foi estabelecida a partir de ações Siamesas e Abissínios; mais tarde, American Shorthairs (tabbies de prata) foram adicionados à mistura e deram à raça sua cor prateada, estrutura óssea e marcas distintas.

## História
O Ocicat surgiu nos Estados Unidos em 1964. Tudo começou mais ou menos por acaso quando a senhora Virginia Daly estava realizando cruzamentos entre abissínios e siameses. Para a sua surpresa, quando ela cruzou um  abissínio-siamês com um Siamês Chocolate Point, obteve um gato com a pelagem semelhante a de um jaguar. Chamou a nova raça de "Ocicat" (pois é parecido com o Ocelote). O Ocicat é reconhecido por muitas associações norte-americanas e europeias, entre as quais a CFA, o GCCF e a Fife.

## Padrão Oficial
São gatos grandes, vigorosos e robustos. Possuem patas ovais e fortes, pernas robustas e musculosas e rabo alongado. Seu pelo é do padrão tabby mosqueado e são reconhecidas as variedades silver, castanho, azul, chocolate, lilás, canela e bege. Várias cores de olhos são aceitas, exceto os azuis.

## Personalidade
São gatos sociáveis, brincalhões, curiosos e espertos. Não suportam a solidão e adoram companhia e carícias.